# Gerhard Zatlokal
Gerhard Zatlokal (* 21. Jänner 1960 in Wien) ist ein österreichischer Politiker (SPÖ). Von 2008 bis 2022 war er Bezirksvorsteher des 15. Wiener Gemeindebezirks Rudolfsheim-Fünfhaus.

## Leben
Zatlokal erlernte den Beruf des Elektroinstallateurs und war ab 1991 Bezirksrat der SPÖ in Rudolfsheim-Fünfhaus. Von 1991 bis 1998 hatte er das Amt des Obmanns der Mietervereinigung in Rudolfsheim-Fünfhaus inne. Er wurde 2007 geschäftsführender Bezirksvorsteher. Am 13. März 2008 wurde er zum Bezirksvorsteher von Rudolfsheim-Fünfhaus gewählt. 
2011 wurde er von der Israelitischen Kultusgemeinde Wien mit der Marietta und Friedrich Torberg-Medaille ausgezeichnet. 
Zatlokal kündigte im Juli 2022 an, spätestens zum Jahresende 2022 zurückzutreten. Als Bezirksvorsteher folgte ihm am 10. Oktober 2022 Dietmar Baurecht nach.